# Shorewood Hills
Shorewood Hills – wieś w Stanach Zjednoczonych, w stanie Wisconsin, w hrabstwie Dane.